# Креонт (опера)
 «Креонт» (італ. Creonte) — перша опера українського композитора Дмитра Бортнянського у двох діях (14 та 8 сцен) на лібрето Марко Кольтелліні за трагедією Софокла «Антігона» (441 р. до. н. е.). Прем'єра відбулася 1776 року в театрі «Сан Бенедетто» у Венеції. Після прем'єри з невідомих причин ноти зникли і вважалися втраченими для людства майже 250 років. Рукописну партитуру опери було знайдено у фондах бібліотеки Аджуда (Португалія, Лісабон). У 2023 році ноти були привезені в Україну українською музикознавицею Ольгою Шуміліною.
Світова прем'єра віднайденої та відновленої опери в концертному виконанні відбулась 11 листопада 2024 року в Дипломатичній академії України при Міністерстві закордонних справ України, диригент-постановник Артист ЮНЕСКО в ім'я миру Герман Макаренко.

## Сюжет і структура
Передісторія. Дія опери розгортається в легендарні античні часи в місті Фіви. В її основі лежить відомий міф про царя Едіпа, його синів Етеокла і Полініка, а також дочок Антігону та Ісмену. Після самогубства Йокасти та вигнання Едіпа трон залишається без правителя, що призводить до боротьби між його синами.
Дія перша. Етеокл і Полінік борються за владу і вбивають один одного в двобої. Громадяни Фів обирають Креонта правителем, і він бере на себе корону. Новообраний цар наказує поховати Етеокла з почестями, а тіло Полініка залишити без поховання. Антігона, всупереч наказу, таємно ховає брата, за що її засуджують до замуровування живцем у печері. Син Креонта, Емон, закоханий в Антігону, намагається врятувати її, але опиняється під підозрою і також засуджується до страти.
Дія друга. Антігону замуровують у печері, і Емон пробирається до неї, щоб розділити її долю. Народ, обурений жорстокістю Креонта, повстає, проголошуючи Антігону царицею. Її звільняють, і Антігона запевняє, що прощає Креонта. Опера завершується надією на відновлення миру у Фівах.
«Креонт» написано в традиціях італійської опери серіа. Відповідно до традиції, яка виникла під час зародження оперного жанру (Флорентійська камерата, кінець XVI століття), оперу «Креонт» у друкованому лібрето 1776 року визначено як drama per musica. Вона складається з двох дій (14 та 8 сцен) і має номерну структуру з сольними аріями, дуетами, речитативами, хоровими та інструментальними номерами. Початковий варіант лібрето передбачав поділ на три дії, однак Бортнянський з'єднав першу і другу дію. Порушення пропорцій компенсувалось двома балетними дивертисментами, якими закінчувалася оперна вистава, про що було зазначено в друкованому лібрето 1776 року (балетмейстер-постановник і виконавець головної партії Джузеппе Канчіані/Giuseppe Canciani).
Опера передбачає участь змішаного хору та наступний склад оркестру: струнні (перші скрипки, другі скрипки, альти, віолончелі, контрабаси), дерев'яні духові (2 гобої), мідні духові (2 валторни, 2 труби), ударні (литаври), клавішний інструмент (клавесин).
Музика опери «Креонт» поєднує традиції італійського бельканто та індивідуальний стиль Бортнянського. Вона споріднена зі стилістикою опер В. А. Моцарта періоду від «Митридата» (1770) до «Ідоменея» (1780). Це свідчить, що становлення оперної творчості обох митців відбувалося під впливом традицій італійської школи. В опері наявні номерна структура і речитативи-secco, які вказують на зв'язок з оперним мистецтвом доби бароко, однак відсутні барокові арії da capo. Новаторським кроком першої опери Бортнянського стало намагання композитора здійснити музичними засобами психологічний розвиток головних персонажів опери.

## Історія створення
Видатним внеском у творчість Дмитра Бортнянського стали його опери. Композитор створив шість опер, з яких перші три в жанрі опера-серіа він написав в Італії. Свою першу оперу «Креонт» Дмитро Бортнянський написав у 25-річному віці в Італії. Вона стала підсумком навчання українського композитора у відомого італійського маестро Бальдассаре Галуппі (1706—1785). Прем'єра опери відбулася у 1776 році в театрі «San Benedetto» у Венеції.
Швейцарський дослідник Рудольф Моозер знайшов друковане лібрето, яке було видане у Венеції під час постановки. Моозер з'ясував, що лібрето «Креонта» є переробленою версією тексту лібрето опери «Антігона» італійського композитора Томмазо Траетти, створеного за однойменною трагедією Софокла. Автором тексту був італійський поет Марко Кольтелліні. Опера Траєтти «Антігона» відображала реформаторський підхід композитора до оперного жанру. Кольтелліні та Траєтта працювали при царському дворі в Санкт-Петербурзі, де у 1772 році відбулася прем'єра «Антігони». Згодом, у 1773 році, її виконали в Італії, де Бортнянський, імовірно, мав змогу почути цю оперу, що надихнуло його на створення власної версії цього сюжету. Порівнюючи лібрето «Антігони» з лібрето «Креонта», Моозер виявив, що Бортнянський спростив текст, скоротивши його з трьох дій до двох і змінивши назву. Однак, на відміну від першоджерела опера Бортнянського завершується щасливо (lieto fine).

## Історія виконання

### Прем'єра
Прем’єра «Креонта» відбулась 26 листопада 1776 року у Венеції в театрі Сан-Бенедетто і виконувалась протягом театрального сезону 1776-1777. Вона мала успіх у тогочасної вимогливої і обізнаної італійської публіки. Оперу хотіли ставити в інших країнах Європи, однак з невідомих причин ноти твору безслідно зникли. Майже 250 років перша опера Дмитра Бортнянського вважалась втраченою для людства.

### Віднайдення та відновлення нотного матеріалу

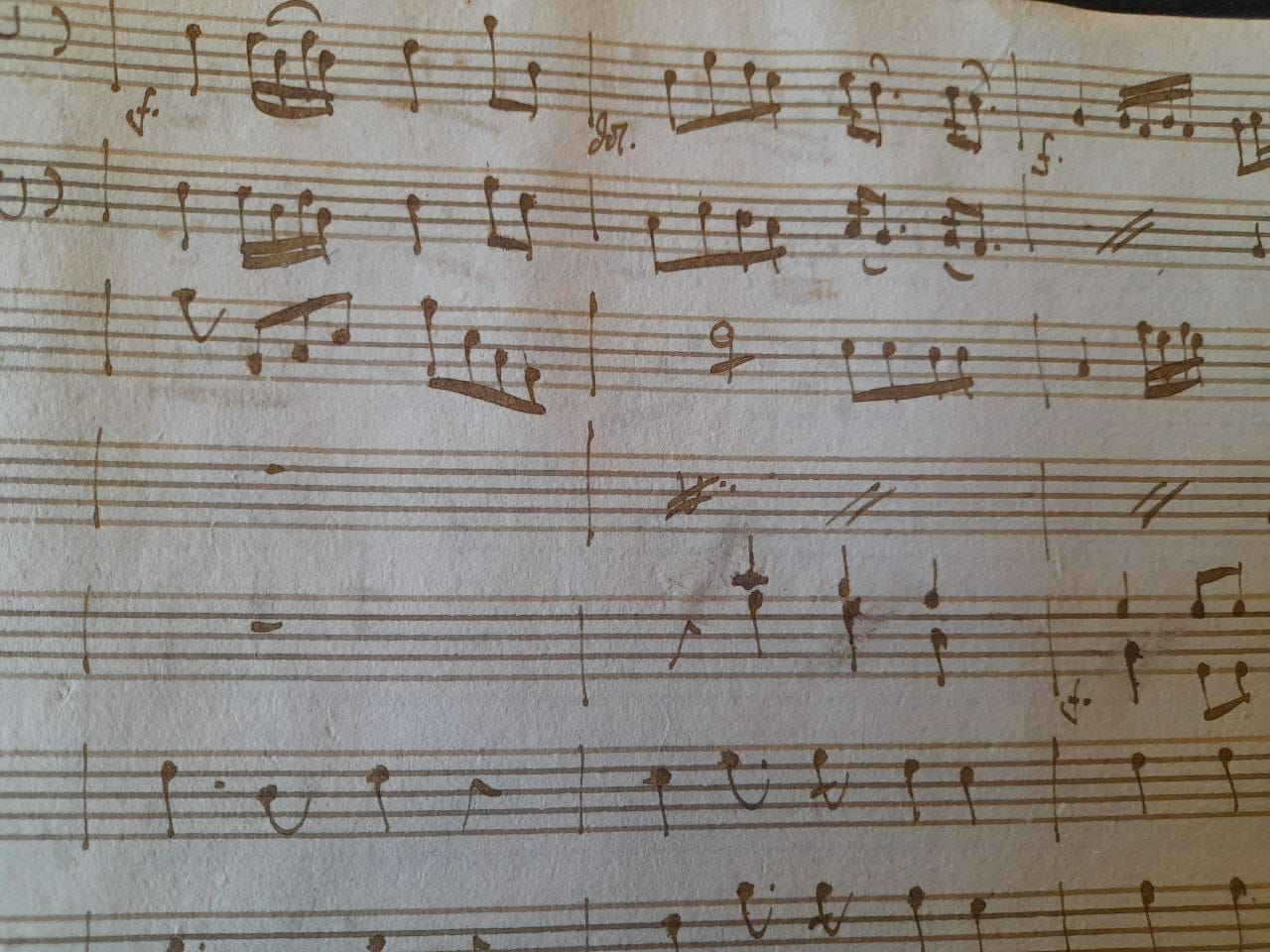
Фрагмент сторінки рукописної партитури опери Креонт

Рукописну партитуру опери «Креонт» було знайдено в Португалії, в бібліотеці Аджуда — колишньому структурному підрозділі Національної бібліотеки Португалії, що тепер є самостійною установою, і де зберігаються музичні колекції португальського королівського двору. Інформація щодо перебування опери Бортнянського у фондах даного архіву зазначалася в описі придворної колекції оперних творів вже в 1803 році та оприлюднювалася в друкованому каталозі рукописних колекцій Національної бібліотеки Португалії (1958). Партитура опери зберігається у двох рукописних книгах (кожна дія окремо) і має загальний обсяг 270 аркушів або 540 сторінок. У 2023 році копії рукописної партитури опери «Креонт» з метою дослідження і подальшого виконання було привезено в Україну українською музикознавицею, професоркою кафедри теорії музики Львівської національної музичної академії імені М. В. Лисенка, докторкою мистецтвознавства Ольгою Шуміліною.
540 сторінок віднайденої рукописної партитури Дмитра Бортнянського було ретельно досліджено, зацифровано та адаптовано до сучасного виконання. Українською для сучасних виконань переклав Максим Стріха, однак українською опера поки не ставилася.

### Світова прем'єра у концертному виконанні
11 листопада 2024 опера «Креонт» отримала своє друге народження і була повернута людству під час світової прем'єри у концертному виконанні. Вона відбулась у Києві в Дипломатичній академії України при МЗС України за сприянням Міністерства закордонних справ України, під патронатом ЮНЕСКО, «Європи Ностра» та Національної комісії України у справах ЮНЕСКО. Диригентом постановником опери став автор проєкту "Повернення світу першої опери Дмитра Бортнянського «Креонт» Герман Макаренко.
Першим виконавцем партії Креонта став Сергій Бортник, партії Антігони — Ольга Фомічова, партії Емона — Данило Коток, партії Адраста — Станіслав Пащук, партії Ісмени — Маргарита Білокіз, за участі Національної заслуженої академічної капели України «Думка» та Національного президентського оркестру (партія клавесина Ольга Шадріна-Личак), диригент-постановник Герман Макаренко.

## Залучені люди
| Ролі                                       | Голос            | Прем'єрний склад, 26 листопада 1776 Диригент: Дмитро Бортнянський | Виконавці світової прем'єри, 11 листопада 2024 Диригент: Герман Макаренко |
| Креонт, цар Фів                            | тенор            | Джакомо Панаті Giacomo Panati                                     | Сергій Бортник                                                            |
| Антігона, племінниця Креонта, донька Едіпа | сопрано          | Агата Каррара Agata Carrara                                       | Ольга Фомічова                                                            |
| Емон, син Креонта                          | чоловіче сопрано | Себастьяно Фолікальді Sebastiano Folicaldi                        | Данило Коток                                                              |
| Ісмена, сестра Антігони, донька Едіпа      | сопрано          | Роза Дзанетті Rosa Zanetti                                        | Маргарита Білокіз                                                         |
| Адрасто — заможний фіванець                | чоловіче сопрано | П'єтро Мускетті Pietro Muschietti                                 | Станіслав Пащук                                                           |
| Етеокл та Полінік, сини Едіпа              | ролі без співу   |                                                                   |                                                                           |
| Жерці, Воїни                               | ролі без співу   |                                                                   |                                                                           |
| Містяни Фів                                | хор              |                                                                   |                                                                           |
| Хореогаф — балет                           |                  | Джузеппе Канчіані Giuseppe Canciani                               |                                                                           |
| Дизайнер костюмів                          |                  | Антоніо Діан Antonio Dian                                         |                                                                           |
| Сценографісти                              |                  | Маурі (сестри) Mauri                                              |                                                                           |